# Cơ quan Năng lượng Nguyên tử Quốc tế
Ở châu Âu:
- Viên – Trụ sở
- Genève – Văn phòng Liên lạc
- Monaco – Phòng thí nghiệm / Trung tâm Nghiên cứu
- Seibersdorf – Phòng thí nghiệm / Trung tâm Nghiên cứu
- Trieste – Phòng thí nghiệm / Trung tâm Nghiên cứu

Ở Bắc Mỹ:
- Thành phố New York – Văn phòng Liên lạc
- Toronto – Văn phòng Bảo vệ Khu vực

Ở châu Á:
- Tokyo – Văn phòng Bảo vệ Khu vực

Cơ quan Năng lượng nguyên tử quốc tế là tổ chức quốc tế được thành lập vào ngày 29 tháng 7 năm 1957 với mục đích đẩy mạnh việc sử dụng năng lượng hạt nhân vì mục đích hòa bình và ngăn chặn việc sử dụng năng lượng hạt nhân vì mục đích quân sự. Trong bài diễn văn "Nguyên tử cho Hoà bình" trước Đại hội đồng Liên Hợp Quốc năm 1953, Tổng thống Hoa Kỳ Dwight D. Eisenhower đề xuất thiết lập tổ chức quốc tế này với mục tiêu kiểm soát và phát triển việc sử dụng năng lượng nguyên tử đúng hướng. Cơ quan này và giám đốc điều hành Mohamed ElBaradei được trao giải Nobel Hòa bình năm 2005. Hiện giám đốc điều hành của cơ quan này là Rafael Grossi.

## Thể chế
IAEA đặt trụ sở ở Viên, Áo. 139 quốc gia thành viên của IAEA gởi đại biểu đến dự họp Đại hội đồng (General Conference) thường niên để cử ra 35 thành viên vào Hội đồng thống đốc. Là một cơ quan hoạt động theo nguyên tắc đồng thuận, Hội đồng thống đốc IAEA họp năm lần trong năm để chuẩn bị những nghị quyết cho Đại hội đồng. Các kỳ họp của Đại hội đồng được tổ chức tại Trung tâm Áo Wien, cách trụ sở IAEA một khu phố.
Thêm vào đó, IAEA còn hỗ trợ một trung tâm nghiên cứu đặt tại Trieste, Ý. Trung tâm này đặt dưới quyền quản lý của Tổ chức Giáo dục, Khoa học và Văn hóa Liên Hợp Quốc.

## Lịch sử
IAEA là diễn đàn liên chính phủ về hợp tác khoa học và kỹ thuật cho công nghệ hạt nhân vì mục đích hoà bình nhằm cung ứng một hệ thống canh phòng quốc tế chống lại việc lạm dụng cũng như giúp hỗ trợ việc ứng dụng các biện pháp an toàn cho công nghệ này. IAEA đã mở rộng các nỗ lực an toàn hạt nhân của mình nhằm đáp ứng thảm hoạ Chernobyl năm 1986.
Từ năm 1981 đến năm 1997, IAEA được đặt dưới quyền lãnh đạo của Hans Blix, nhân vật này thường được biết đến bởi việc truy tìm vũ khí huỷ diệt hàng loạt trong những năm 2002, 2003. Những cáo buộc của Hoa Kỳ và Anh Quốc cho rằng Iraq đã sản xuất loại vũ khí này nhằm biện minh cho sự can thiệp quân sự vào Iraq chưa bao giờ được chứng thực. Lãnh đạo hiện thời của IAEA là một người Ai Cập, Mohamed ElBaradei. Tại Đai hội đồng thứ 49, ElBaradei được phê chuẩn để đảm nhiệm chức vụ Tổng Giám đốc cho đến năm 2009.
Khi việc phổ biến hạt nhân gia tăng trong thập niên 1990, IAEA được giao nhiệm vụ điều tra và thanh tra các vụ việc khả nghi vi phạm Hiệp ước Cấm phổ biến Vũ khí Hạt nhân theo sự uỷ quyền của Liên Hợp Quốc; dù vậy, tổ chức này chỉ báo cáo vụ việc cho Hội đồng Bảo an Liên Hợp Quốc, cơ quan duy nhất của Liên Hợp Quốc có quyền đưa ra các biện pháp cưỡng chế. Cho đến nay không có nhiều thay đổi trong cơ cấu tổ chức của IAEA; trong khi các kết quả thanh tra của tổ chức này thường thu hút sự chú ý của công luận, vấn đề cải tổ IAEA lại không làm được điều này.
Ngày 11 tháng 2 năm 2004, trong một bài diễn văn đọc tại Viện đại học Quốc phòng, Tổng thống Hoa Kỳ George W. Bush đưa ra đề nghị: "Không một quốc gia nào khi đang bị điều tra vì vi phạm hiệp ước cấm phổ biến vũ khí hạt nhân được phép phục vụ trong Ban Thống đốc của IAEA. Bất cứ quốc gia nào hiện đang có mặt trong Ban Thống đốc mà bị đặt dưới sự điều tra cần phải bị đình chỉ. Sự toàn vẹn và sứ mạng của IAEA phụ thuộc vào nguyên tắc đơn giản này: Bất cứ ai vi phạm luật lệ thì không nên được giao phó trách nhiệm thực thi luật lệ".
Những nhận xét ấy được xem là nhắm vào vụ Khan. Vụ tai tiếng này dẫn đến nhiều lời yêu cầu mở cuộc điều tra về Pakistan, nước này có chân trong Hội đồng thống đốc IAEA.
IAEA và Tổng Giám đốc Mohamed ElBaradei được trao tặng giải thưởng Nobel Hoà bình năm 2005. Trong bài diễn văn của mình, ElBaradei nói rằng chỉ cần 1% số tiền được dùng để phát triển các loại vũ khí mới cũng đủ để nuôi sống toàn thể thế giới.

## IAEA và Iran
Tháng 2 năm 2003, Mohamed ElBaradei đến Iran với một nhóm thanh tra để điều tra chương trình hạt nhân của Iran. Vào khoảng tháng Mười, ElBaradei tuyên bố rằng không có chứng cớ Iran đang theo đuổi chương trình vũ khí hạt nhân. Tháng 12 năm 2003, Iran ký nghị định thư bổ sung tại trụ sở IAEA ở Wien, và hành xử phù hợp với những điều khoản của nghị định thư trong khi chờ đợi nghị định thư này được phê chuẩn.
Ngày 9 tháng 8 năm 2005, Ayatollah Ali Khamenei ban hành một sắc chỉ tôn giáo (fatwa) cấm sản xuất, tồn trữ và sử dụng các loại vũ khí hạt nhân. Toàn văn sắc chỉ này được đưa ra trong một thông cáo chính thức tại một cuộc họp với IAEA ở Wien.
Tháng 9 năm 2005, Trung tâm Nghiên cứu Chiến lược và Quốc tế kết luận trong một bản tường trình rằng từ nhiều năm qua Iran không có khả năng sản xuất vũ khí hạt nhân.
Tuy nhiên, ngày 9 tháng 1 năm 2006, Iran tuyên bố tái lập chương trình nghiên cứu và phát triển năng lượng hạt nhân bất kể những phản ứng và áp lực đến từ Hoa Kỳ, Liên minh châu Âu và Nga.
Với số phiếu biểu quyết 27–3, ngày 4 tháng 2 năm 2006, Cơ quan Năng lượng Nguyên tử chuyển giao vụ việc này cho Hội đồng Bảo an Liên Hợp Quốc.

## Danh sách các Tổng Giám đốc IAEA
| STT | Tên               | Chân dung   | Quốc tịch | Nhiệm kỳ    |
| --- | ----------------- | ----------- | --------- | ----------- |
| 6   | Rafael Grossi     | không khung | Argentina | 2019 – nay  |
| 5   | Yukiya Amano      | không khung | Nhật Bản  | 2009 – 2019 |
| 4   | Mohamed ElBaradei | không khung | Ai Cập    | 1997 – 2009 |
| 3   | Hans Blix         | không khung | Thụy Điển | 1981 – 1997 |
| 2   | Sigvard Eklund    | không khung | Thụy Điển | 1961 – 1981 |
| 1   | W. Sterling Cole  | không khung | Hoa Kỳ    | 1957 – 1961 |